# Дераз-Ґері
Дераз-Ґері (перс. درزگري) — село в Ірані, у дегестані Чубар, у бахші Хавік, шагрестані Талеш остану Ґілян. За даними перепису 2006 року, його населення становило 292 особи, що проживали у складі 66 сімей.

## Клімат
Середня річна температура становить 13,05 °C, середня максимальна – 27,21 °C, а середня мінімальна – -0,97 °C. Середня річна кількість опадів – 788 мм.
| Клімат поселення                              | Клімат поселення | Клімат поселення | Клімат поселення | Клімат поселення | Клімат поселення | Клімат поселення | Клімат поселення | Клімат поселення | Клімат поселення | Клімат поселення | Клімат поселення | Клімат поселення | Клімат поселення |
| Показник                                      | Січ.             | Лют.             | Бер.             | Квіт.            | Трав.            | Черв.            | Лип.             | Серп.            | Вер.             | Жовт.            | Лист.            | Груд.            |                  |
| Середній максимум, °C                         | 10,24            | 9,64             | 11,34            | 15,66            | 20,27            | 24,98            | 27,21            | 26,81            | 22,15            | 19,12            | 14,29            | 10,62            |                  |
| Середня температура, °C                       | 4,93             | 4,34             | 6,04             | 10,36            | 14,98            | 19,69            | 23,21            | 22,83            | 18,15            | 15,13            | 10,30            | 6,63             |                  |
| Середній мінімум, °C                          | −0,37            | −0,97            | 0,73             | 5,05             | 9,66             | 14,38            | 19,23            | 18,84            | 14,17            | 11,14            | 6,30             | 2,64             |                  |
| Норма опадів, мм                              | 63               | 60               | 70               | 57               | 49               | 30               | 14               | 37               | 93               | 140              | 98               | 77               |                  |
| Середньомісячна швидкість вітру, м/с          | 2.32             | 2.50             | 2.44             | 2.50             | 2.30             | 2.42             | 2.70             | 2.43             | 2.10             | 2.02             | 2.14             | 2.10             |                  |
| Середньомісячна сонячна радіація, кДж/м²·день | 6832             | 9218             | 11298            | 15706            | 19699            | 22399            | 23433            | 19866            | 15909            | 10863            | 8217             | 6427             |                  |
| --------------------------------------------- | ---------------- | ---------------- | ---------------- | ---------------- | ---------------- | ---------------- | ---------------- | ---------------- | ---------------- | ---------------- | ---------------- | ---------------- | ---------------- |
| Джерело:                                      |                  |                  |                  |                  |                  |                  |                  |                  |                  |                  |                  |                  |                  |